# Edward Stanley, 19. Earl of Derby
Edward Richard William Stanley, 19. Earl of Derby (* 10. Oktober 1962 in London) ist ein britischer Peer und Großgrundbesitzer.

## Leben und Familie
Edward Stanley (informell Teddy) ist der ältere Sohn des Hugh Stanley (1926–1971) aus dessen erster Ehe mit Rose Birch. Sein Vater war ein Enkel des Edward Stanley, 17. Earl of Derby.
Er besuchte das Eton College und studierte am Royal Agricultural College in Cirencester. Zwischen 1982 und 1985 diente er als Offizier der Grenadier Guards in der British Army und erreichte den Rang eines Lieutenant. Von 1987 bis 2001 arbeitete er als Merchant Banker bei Robert Fleming & Co. Am 28. November 1994 erbte er beim Tod seines Onkels Edward Stanley, 18. Earl of Derby, dessen Adelstitel als 19. Earl of Derby, 13. Baron Stanley of Bickerstaffe, 3. Baron Stanley of Preston und 13. Baronet, of Bickerstaffe. Aufgrund der Peerstitel wurde er Mitglied des House of Lords, dem er bis zum Inkrafttreten des House of Lords Act 1999 angehörte. Von seinem Onkel erbte er auch dessen umfangreiche Ländereien, insbesondere das Herrenhaus Knowsley Hall mit dem umgebenden Knowsley Estate, sowie den Knowsley Safari Park und das Stanley House Stud auf der Hatchfield Farm. 1999 erhielt er das Amt eines Deputy Lieutenant von Merseyside. Zudem ist er Präsident der Handelskammer von Liverpool und Mitglied des Rates der Universität Liverpool. Ehrenhalber 2015 wurde er zum Commander und 2020 zum Captain der Royal Naval Reserve ernannt.

## Ehe und Kinder
Lord Derby heiratete am 21. Oktober 1995 in der Kirche St. Mary the Virgin in Safran Walden, Essex, Hon. Caroline Emma Neville (* 1963), eine Tochter von Robin Neville, 10. Baron Braybrooke. Das Paar hat drei Kinder:
- Lady Henrietta Mary Rose Stanley (* 1997);
- Edward John Robin Stanley, Lord Stanley (* 1998), Heir apparent;
- Hon. Oliver Henry Hugh Stanley (* 2002).

Er bewohnt mit seiner Familie Knowsley Hall in der Nähe von Liverpool und hat auch einen Stadtsitz in London.
Der ältere Sohn, Lord Stanley, ist ein Patensohn von Prinz Andrew, Duke of York und war von 2008 bis 2012 Ehrenpage bei Königin Elizabeth II., bei drei Garter Services und vier State Openings of Parliament. Bei der Investitur von Prinz William als 1000. Ritter des Hosenbandordens, 2008, hielt er dessen Ordensinsignien.

## Knowsley Estate
Das Knowsley Estate verfügt über Wohnimmobilien in den ländlichen Gemeinden Knowsley, Merseyside, Knowsley, Eccleston, StensHelens, Eccleston, Rainford, Bickerstaffe und Ormskirk. Es bietet auch Gewerbeimmobilien als Teil des Stanley Grange Business Village, das aus einer Reihe viktorianischer Wirtschaftsgebäude auf dem Anwesen hervorgeht, die umgebaut und im Juni 2013 eröffnet wurden.
Die denkmalgeschützte Knowsley Hall und die umliegenden 2.500 acres (1100 Hektar) von Parkland wurden auch als Drehorte für verschiedene Fernsehprogramme und Filme verwendet, darunter Apparitions (2008), The Liver Birds (2007) sowie Fernsehseifenopern, Hollyoaks und Coronation Street. Im Jahr 2008 erhielt das Haus von Inspektoren in VisitEngland, dem einzigen Herrenhaus, das eine solche Bewertung erhielt, eine Fünf-Sterne-Goldbewertung für die Unterbringung. Im Jahr 2010 kündigte Lord Derby seine „grünen“ Richtlinien für das Anwesen an, die die Erhaltung und Erzeugung eines effizienten Energieverbrauchs beinhalteten.

## Hatchfield Farm und Pferderennen
Stanleys Großmutter mütterlicherseits, Catherine, war eine bekannte Rennpferdetrainerin in Wiltshire, insbesondere im College House in Lambourn, von wo aus sie unter anderem die Gewinnerin der Totesport Trophy, The Schweppes Gold Trophy, Ra Nova, aussandte. Das Epsom Derby wurde nach Edward Smith-Stanley, 12. Earl of Derby, benannt, während Epsom Oaks nach dem Herrenhaus des 12. Earl in der Nähe von Epsom benannt wurde. Die Derby-Familie kann ihr Erbe im Pferderennen bis zum 5. Earl of Derby im 16. Jahrhundert zurückverfolgen.
Normalerweise trainiert Stanley jedes Jahr ein oder manchmal zwei Pferde auf dem Gestüt Hatchfield, das von seinem Bruder Peter Stanley verwaltet wird. Lord Derbys Politik besteht darin, sein Colt (Pferd) zu verkaufen und gegen die Stutfohlen anzutreten. Der Earl besitzt derzeit Ouija Board, Gewinner von sieben Conditions-Races, einschließlich Epsom Oaks, Irish Oaks und Breeders Cup Filly & Mare Turf im Jahr 2004 und das letztgenannte Rennen im Jahr 2006. Sie gewann auch die Prince of Wales Stakes bei Royal Ascot im Juni 2006. Sie war Dritte in der Japan Cup nach diesem letzten Sieg und wurde zurückgezogen, nachdem sie vor ihrem geplanten endgültigen Start in der Hong Kong Vase bei Sha Tin im Dezember 2006 lahm geworden war. Ouija Board gewann über drei Millionen Pfund in Preisgeld. Der Earl hat ein Buch über sie veröffentlicht: „Ouija Board: A Mare in a Million“.
Stanleys Vorschlag, 1.200 Häuser und ein großes Industriegebiet auf einem historischen Gestüt in Hatchfield Farm in Newmarket, Suffolk zu bauen, stieß bei den Anwohnern auf Widerstand. Unternehmen und die größten Arbeitgeber der Region, einschließlich Tattersalls, der Jockey Club, Newmarket Racecourse, Newmarkets gewählte Ratsmitglieder, führende Trainer und der örtliche Organisation Save Historic Newmarket widersprachen der Idee.